# 1616 en littérature
| Années de la littérature : 1613 - 1614 - 1615 - 1616 - 1617 - 1618 - 1619    |
| Décennies de la littérature : 1580 - 1590 - 1600 - 1610 - 1620 - 1630 - 1640 |

Cet article présente les faits marquants de l'année 1616 en littérature.

## Évènements
- 5 mars : décret de la Congrégation de l'Index qui interdit et condamne les livres De revolutionibus orbium coelestium de Copernic et la Lettre sur l'opinion de Pythagore et Copernic sur la mobilité de la Terre de Foscarini et les commentaires Sur Job de Diego de Zúñiga[1].
- 20 avril : Miguel de Cervantes termine son roman grec Los trabajos de Persiles y Sigismunda, historia septentrional (« Les Travaux de Persille et Sigismonde ») deux jours avant sa mort[2].

## Parutions
- Août : François de Sales publie à Lyon son Traité de l’amour de Dieu, rédigé depuis 1609[3].

- Thérèse d'Avila, Histoire des fondations des Sœurs carmelines Déchaussées, Paris, chez Sébastien Huré, 1616 (présentation en ligne), première traduction en français de l'ouvrage de Thérèse d'Avila Les Fondations.
- François Béroalde de Verville, Le Moyen de parvenir, Paris, Anne Sauvage (présentation en ligne), recueil satirique, publié vers 1616.
- Agrippa d'Aubigné, Les Tragiques : donnez au public par le larcin de Promethee, Aubert, 1616 (présentation en ligne), suite de poèmes sur la persécution des Huguenots entrepris en 1577 après sa blessure au combat de Casteljaloux[4].
- The Forest, recueil de poème du dramaturge anglais Ben Jonson, dont le célèbre Drink to Me Only with Thine Eyes (« Bois à moi seulement de tes yeux ») dédié à une certaine Celia[5].
- Un ouvrage important de la tradition rosicrucienne est publié anonymement en allemand à Strasbourg par Lazare Zetzner, Chymische Hochzeit Christiani Rosencreutz anno 1459 (« Les noces chymiques de Christian RosenKreutz »), roman attribué à Johann Valentin Andreae (1586-1654)[6].

## Décès
- 22 avril : Miguel de Cervantes, romancier, poète et dramaturge espagnol (° 29 septembre 1547).
- 23 avril[7] : William Shakespeare, poète, dramaturge et écrivain anglais (° 23 avril 1564).